# Intendencia de Santa Cruz de la Sierra
La gobernación intendencia de Santa Cruz de la Sierra o intendencia de Santa Cruz de la Sierra, también conocida como provincia de Santa Cruz de la Sierra, fue una intendencia integrante del Imperio español que correspondía a la Provincia de Charcas durante el periodo en la que esta formó parte administrativamente del  virreinato del Río de la Plata. Actualmente corresponde a los departamentos del oriente de Bolivia.
Fue creada mediante la Ordenanza de Intendentes de 1782 sobre la base de la jurisdicción del obispado de Santa Cruz de la Sierra. En 1783 el rey ordenó la integración del territorio de Cochabamba y el cambio de capital por la villa de Cochabamba, el que se realizó en 1785, pasando a denominarse intendencia de Cochabamba. En lo judicial formaba parte de la Real Audiencia de Charcas, esto hasta que la Real Audiencia entró en control parcial hacia el Alto Perú durante las guerras de independencia. A mediados de 1811 fue separada definitivamente de Cochabamba y se restauró la intendencia de Santa Cruz de la Sierra sobre la base de la jurisdicción de la gobernación de Santa Cruz de la Sierra.

## Historia
Fue creada por la Real Ordenanza de Intendentes de Ejército y Provincia del 28 de enero de 1782, que dividió el virreinato del Río de la Plata en ocho intendencias, entre ellas la de Santa Cruz de la Sierra, formada sobre la base de la gobernación de Santa Cruz de la Sierra: 

Art. 1º: A fin de que mi Real voluntad tenga su pronto y debido efecto, mando dividir por ahora en ocho Intendentes el distrito de aquel Virreinato, y que en lo sucesivo se entienda por una sola Provincia el territorio o demarcación de cada Intendencia con el nombre de la Ciudad o Villa que hubiese de ser su Capital, y en que habrá de residir el Intendente quedando las que en la actualidad se titulan Provincias con la denominación de Partidos, y conservando estos el nombre que tienen aquellas. Será una de dichas Intendencias la General del Ejército y Provincia que ya se halla establecida en la Capital de Buenos Aires y su distrito privativo será todo el de aquel Obispado. Las siete restantes, que han de crearse, serán solo de Provincia; y se habrá de establecer (...) otra en la Ciudad de Santa Cruz de la Sierra, que será comprensiva del territorio de su Obispado; (...). Y las expresadas demarcaciones se especificarán respectivamente en los títulos que se espedieren a los nuevos Intendentes que Yo elija, pues me reservo nombrar siempre y por el tiempo de mi voluntad para estos empleos personas de acreditado celo, honor, integridad y conducta, como que descargaré en ellas mis cuidados, cometiendo al suyo el inmediato gobierno y protección de mis Pueblos

Por su artículo 7 fueron suprimidos los gobiernos subordinados de Moxos y de Chiquitos, incorporando sus territorios a la intendencia, de la cual ya dependían.
El 5 de agosto de 1783, el rey hizo, en San Ildefonso, el diecisiete modificaciones a la Real Ordenanza de 1782, entre ellas una que restablece los gobiernos de Moxos y Chiquitos:

II. – La excepción contenida en el artículo 7º de la enunciada Ordenanza de Intendentes con objeto a que subsistan el Gobierno de Montevideo y el de los treinta pueblos de Indios Guaraníes, ha de ser y entenderse comprensiva igualmente de los otros dos gobiernos de Mojos y Chiquitos respecto de serles común la circunstancia que en aquéllos motivó la dicha excepción, y consiguientemente deberán también subsistir.

Y otra por la cual une la villa de Cochabamba con la intendencia de Santa Cruz de la Sierra creando la intendencia de Cochabamba, que se hizo efectiva en 1784: 

III. – Atendiendo a lo poco sana que es la Ciudad de Santa Cruz de la Sierra; y a las ventajosas circunstancias que en esta parte y otras no menos recomendables, concurren en la Villa Capital de Cochabamba y la hacen preferible para establecer en ella la Intendencia que por el Artículo 1º de la ya citada Ordenanza se mandó erigir en la dicha Ciudad de Santa Cruz, quiero y es mi voluntad que así se ejecute, y que consiguientemente sea la enunciada Villa la Capital de aquel Gobierno o Intendencia: cuyo distrito se ha de componer del que es propio del actual Gobierno de Santa Cruz, y del que corresponde a la referida Villa, el cual por consecuencia se ha de desmembrar del que por el mismo Artículo 1º se señaló a la Intendencia y Provincia de la Plata.

En junio de 1785 el primer gobernador intendente de Cochabamba, Francisco de Biedma, tomó posesión del mando en Santa Cruz de la Sierra y se dirigió a Cochabamba para situar allí la capital.

## Restauración de la intendencia
Como consecuencia de la Revolución de Mayo en Buenos Aires, en agosto de 1810 el capellán José Andrés de Salvatierra lideró un movimiento en el Fuerte de Membiray de Cordillera (cerca de la actual Camiri), que el 24 de septiembre de 1810 tomó la ciudad de Santa Cruz de la Sierra, donde un cabildo abierto depuso al subdelegado Pedro José Toledo Pimentel y se formó la "Junta Provisoria", liderada por Antonio Vicente Seoane, el coronel Antonio Suárez, José Andrés de Salvatierra, Juan Manuel Lemoine y el enviado de la Primera Junta de Buenos Aires, Eustaquio Moldes. Pocas semanas después la junta fue disuelta y Seoane fue nombrado subdelegado de Santa Cruz de la Sierra por el intendente Francisco del Rivero.
El 27 de mayo de 1811 se formó una junta subalterna, dependiente de Cochabamba, presidida por Seoane e integrada además por Suárez y Salvatierra.
Tras la derrota revolucionaria en la batalla de Huaqui el 20 de junio de 1811, el teniente coronel realista José Miguel Becerra se levantó en la cordillera y restauró el gobierno español en Santa Cruz de la Sierra, siendo nombrado por Goyeneche como gobernador intendente de la nueva intendencia de Santa Cruz de la Sierra separada de la jurisdicción de Cochabamba. Goyeneche actuaba así investido de amplios poderes por el virrey, pero la creación de una intendencia era asunto privativo del rey, por lo que su creación tenía carácter provisional. Becerra fue ayudado por el comandante brasileño Alburquerque, quien invadió Chiquitos y Cordillera y tomó Santa Cruz de la Sierra entre agosto y septiembre de 1811.
Ante el nuevo avance del Ejército del Norte al Alto Perú liderado por Manuel Belgrano el coronel Antonio Suárez, tras la fuga al Brasil de Becerra del 4 de marzo de 1813, retornó de la Cordillera, recuperó la ciudad y asumió el gobierno de la intendencia de Santa Cruz el 18 de marzo. Belgrano designó a Ignacio Warnes como gobernador, quien llegó a la ciudad y asumió el 24 de septiembre. Belgrano avaló así de hecho la erección de la intendencia por Goyeneche, pero como carecía de facultades para crear una intendencia, su nombramiento tuvo carácter provisional.
El Cabildo de Santa Cruz de la Sierra eligió en 1813 como diputados a la Asamblea del año XIII en Buenos Aires a Antonio Suárez y a Cosme Damián Urtubey, pero no pudieron incorporarse a la misma.
En abril de 1814 el coronel realista Manuel Joaquín Blanco ocupó Santa Cruz de la Sierra, pero el 25 de mayo Warnes la recuperó luego de triunfar en la Batalla de la Florida.
El 21 de noviembre de 1816 el realista Francisco Javier Aguilera derrotó a Warnes en la Batalla de El Pari, quien murió en la batalla, y se mantuvo como gobernador hasta amotinamiento de sus tropas en Chilón el 26 de enero de 1825. Tras el triunfo de Antonio José de Sucre en la Batalla de Ayacucho, el 14 de febrero de 1825 José Manuel Mercado entró en Santa Cruz de la Sierra y fue proclamado gobernador.
En el decreto de Antonio José de Sucre del 9 de febrero de 1825, se mencionan los partidos en que se dividía la intendencia/ departamento en ese momento:

El departamento de Santacruz tendrá un diputado por cada uno de los partidos de Santacruz, Mojos, Chiquitos, Cordillera y, Vallegrande.

El Congreso General Constituyente de Buenos Aires, por decreto de 9 de mayo de 1825, declaró que aunque las cuatro provincias del Alto Perú, han pertenecido siempre a este Estado, es la voluntad del congreso general constituyente, que ellas queden en plena libertad para disponer de su suerte, según crean convenir a sus intereses y a su felicidad, desconociendo así la existencia legal de la intendencia de Santa Cruz de la Sierra.
El Departamento de Santa Cruz fue creado por Decreto Supremo el 23 de enero de 1826.